# Czyrwony kalsony
Czyrwony kalsony (Чырвоны кальсоны, pol. Czerwone kalesony) – maxi singel białoruskiego zespołu rockowego Lapis Trubieckoj, wydany w maju 2003 roku. Znalazły się na nim piosenki „Łastoczki” i „Kurwy” oraz osiem remiksów.

## Lista utworów
| Nr  | Tytuł utworu                                               | Oryginalna pisownia tytułu     | Długość |
| --- | ---------------------------------------------------------- | ------------------------------ | ------- |
| 1.  | „Łastoczki”                                                | «Ласточки»                     | 4:35    |
| 2.  | „Lastochki” (mix Polarniki)                                |                                | 4:12    |
| 3.  | „Łastoczki” (Anton Morch remix)                            | «Ласточки»                     | 4:22    |
| 4.  | „Sołnce raskrojet swoi objatja” (mix DJ Sunshine/Karibasy) | «Солнце раскроет свои объятья» | 4:56    |
| 5.  | „Żeka” (DaBac/Disk-Dżedaj Żenia remix)                     | «Жека»                         | 4:21    |
| 6.  | „Yankee Go Home - Intro” (mix DJ Yollahdin)                |                                | 1:19    |
| 7.  | „Yankee Go Home - Płaczut” (mix DJ Yollahdin)              | «Yankee Go Home - Плачут»      | 3:21    |
| 8.  | „Yankee Go Home - Krużatsia” (mix DJ Yollahdin)            | «Yankee Go Home - Кружатся»    | 3:21    |
| 9.  | „Kurwy”                                                    | «Курвы»                        | 2:52    |
| 10. | „Dża” (Netslov & Lapis Trubieckoj)                         | «Джа»                          | 4:22    |
|     |                                                            |                                | 37:41   |

## Twórcy
- Siarhiej Michałok – wokal, akordeon
- Pawieł Bułatnikau – wokal, tamburyn
- Rusłan Uładyka – gitara
- Alaksiej Zajcau – gitara basowa
- Iwan Hałuszka – puzon
- Pawieł Kuziukowicz – waltornia
- Jahor Dryndzin – trąbka
- Alaksandr Starażuk – bębny, perkusja[3]